# Kruplivnik
Kruplivnik este o localitate din comuna Grad, Slovenia, cu o populație de 199 de locuitori.